# 叙奇·高布丽埃洛
叙奇·高布丽埃洛（匈牙利語：Szűcs Gabriella，1988年3月7日—），匈牙利女子水球运动员。她曾代表匈牙利国家队参加2012年、2016年和2020年夏季奥林匹克运动会水球比赛，其中2020年奥运会获得一枚铜牌。